# Blastomussa wellsi
Blastomussa wellsi е вид корал от семейство Mussidae. Видът е почти застрашен от изчезване.

## Разпространение и местообитание
Разпространен е в Австралия, Вануату, Виетнам, Джибути, Египет, Еритрея, Йемен, Израел, Индонезия, Йордания, Камбоджа, Кирибати, Малайзия, Маршалови острови, Микронезия, Науру, Нова Каледония, Палау, Папуа Нова Гвинея, Провинции в КНР, Саудитска Арабия, Сингапур, Соломонови острови, Судан, Тайван, Тайланд, Тувалу, Уолис и Футуна, Фиджи, Филипини и Япония.
Среща се на дълбочина от 2 до 32,5 m, при температура на водата от 25,5 до 26,5 °C и соленост 35,1 – 35,2 ‰.